# Kāveshān
Kāveshān (persiska: گاوِشان, کاوشان, Gāveshān) är en ort i Iran.   Den ligger i provinsen Kurdistan, i den nordvästra delen av landet, 400 km väster om huvudstaden Teheran. Kāveshān ligger 1 557 meter över havet och antalet invånare är 339.
Terrängen runt Kāveshān är huvudsakligen kuperad, men västerut är den bergig. Runt Kāveshān är det ganska tätbefolkat, med 80 invånare per kvadratkilometer. Närmaste större samhälle är Mūchesh, 17,0 km nordost om Kāveshān. Trakten runt Kāveshān består i huvudsak av gräsmarker.